# Szabó Sándor (költő, 1937)
Szabó Sándor (Szilágycseh, 1937. január 30. –) erdélyi magyar újságíró, költő, műfordító.

## Életútja
Középiskoláit Zilahon végezte, majd a BBTE-n szerzett magyar–orosz szakos tanári oklevelet. Az újságírói pályán előbb Bukarestben az Előre, majd Nagybányán a Bányavidéki Fáklya, Szatmárnémetiben a Szatmári Hírlap belső munkatársa.
Versei jelentek meg az Utunkban, a Szatmári Hírlapban és az Előrében; műfordításai az Afirmarea (Szatmárnémeti, 1978) c. antológiában.